# ヴォジミエシュ・ルバンスキ
ヴォジミエシュ・ルバンスキ（ポーランド語: Włodzimierz Leonard Lubański, 本名:ヴォジミエシュ・レオナルド・ルバンスキ、Włodzimierz Leonard Lubański, 1947年2月28日 - ）は、ポーランド出身の元同国代表サッカー選手、サッカー指導者。現役時代のポジションはフォワード。

## 経歴
ポーランド史上最高のサッカー選手。得点能力だけでなくゲームメイク能力も持ち合わせる万能型選手だった。1963年9月のノルウェー戦で16歳6ヶ月の若さでポーランド代表に史上最年少デビューを果たすと、1980年に代表から退くまで48得点（5つのハットトリックを含む）を記録し、ロベルト・レヴァンドフスキに抜かれるまでは代表最多のゴール数であった。
1972年のミュンヘンオリンピックで金メダルを獲得すると世界中に注目されるが、1973年6月6日にホームのホジューフで行われたワールドカップ西ドイツ大会欧州予選、イングランド戦で相手DFロイ・マクファーランドの悪質なタックルを受け骨折した影響で本大会を棒に振ることになった。
怪我の治療とリハビリの為に2年間を費やし、1978年のアルゼンチン大会には間に合う事が出来たが不調により大会期間中にレギュラーの座を失った。また1975年からは故国を離れベルギーやフランスの海外クラブでプレーを続けたが、全盛期のプレーを取り戻すことはなかった。

## 代表歴
- 1963年-1980年 ポーランド代表 75試合48得点
  - FIFAワールドカップ出場 1回（1978年アルゼンチン大会ベスト8）
  - オリンピック出場 1回（1972ミュンヘン大会優勝）

## 獲得タイトル
- オリンピック 1回（1972ミュンヘン大会）

### クラブ
- ポーランドリーグ 7回（1963,1964,1965,1966,1967,1971,1972）
- ポーランドカップ 6回（1965,1968,1969,1970,1971,1972）

### 個人
- UEFAジュビリーアウォーズ（2003年）